# Gabriel Gottfried Bredow

Gabriel Gottfried Bredow; Porträt von Joseph Schall, gestochen von Johann Friedrich Bolt

Gabriel Gottfried Bredow (* 14. Dezember 1773 in Berlin; † 5. September 1814 in Breslau) war ein deutscher Schulleiter und Hochschullehrer.

## Leben
Bredow stammte als Sohn eines Schneidermeisters aus einfachen Verhältnissen, konnte jedoch trotz seiner Herkunft an der Friedrichs-Universität Halle Evangelische Theologie und Philologie studieren. Seine überdurchschnittliche Intelligenz verhalf ihm nach Abschluss seines Studiums zu einem frühzeitigen beruflichen Aufstieg. Bereits 1794, mit nur zwanzig Jahren, wurde er in das Lehrerkollegium des Gymnasiums zum Grauen Kloster in Berlin aufgenommen. Nur zwei Jahre darauf kam er auf Einladung von Johann Heinrich Voß an die Eutiner Gelehrtenschule, wo er unter anderem Religion, Geschichte, Geographie, Mathematik und Naturkunde unterrichtete und darüber hinaus Voß bei seinen Aufgaben als Schulleiter unterstützte. Nach Voß’ Pensionierung wurde Bredow das Amt des Schulleiters übertragen, das er 1802–1804 innehatte.
1804 wurde Bredow als Professor für Geschichte an die Universität Helmstedt berufen. Als Helmstedt 1809 an das Königreich Westphalen fiel, zog Bredow es vor, an die Brandenburgische Universität Frankfurt zu wechseln. Jedoch wurde diese Universität bereits 1811 nach Breslau verlegt. Bredow zog nach Breslau um, erhielt dort aber statt einer Professur das Amt des obersten Leiters und Aufsichtführenden über sämtliche Gelehrtenschulen des Regierungsbezirks Breslau. Über diese Aufgabe war Bredow sehr erfreut; er verstarb aber schon kurz nach seiner Übersiedlung an den Folgen einer Krankheit.
Seine Tochter Maria Bredow (* 2. März 1799 in Eutin; † 7. Januar 1845 in Breslau) heiratete Gustav Adolf Harald Stenzel.

## Bekannte Schüler
- Johann Gottlieb Kunisch (1789–1852) war ein deutscher Gymnasiallehrer am Collegium Fridericianum in Breslau, Buchautor und Redakteur

## Schriften (Auswahl)
- Umständlichere Erzählung der wichtigeren Begebenheiten aus der allgemeinen Weltgeschichte: für den ersten Unterricht in der Geschichte; besonders für Bürger- und Landschulen. 2., verb. Aufl. Hammerich, Altona 1806 (Digitalisat).[1]
- Weltgeschichte in Tabellen nebst einer tabellarischen Übersicht der Litterärgeschichte. Johann Friedrich Hammerich, Altona 1804 (Digitalisat).
- Hauptbegebenheiten der Weltgeschichte in drei Tabellen für den ersten Unterricht in der Geschichte. Johann Friedrich Hammerich, Altona 1816.
- Nachgelassene Schriften. Herausgegeben von J. G. Kunisch. May, Breslau 1816. (Digitalisat)
- Handbuch der alten Geschichte, Geographie und Chronologie. Hemmerich, Altona 1820. (Digitalisat)